# Sisu M
Серия грузовиков Sisu M состояла из 2-4-осных грузовиков с передним управлением, которые были созданы на базе финского тяжелого автомобиля. Производителем была финская компания Suomen Autoteollisuus
(SAT) с 1969 по 1984 годы. В серии были представлены такие модели как M-161 с 4х2 приводом, M-162 с приводом от M-161, M-163 с 6х4 приводом и M-168 с приводом от двигателя. Эти грузовики в основном использовались для перевозки леса, цистерн и самосвалов на большие расстояния, часто буксируя прицепы. Допустимая полезная нагрузка варьировалась от 9 до 18 тонн. Предшественниками серии были грузовики Sisu KB-112 и KB-117. Позже серию M заменила серия Sisu SM.

## История
Предыдущими моделями серии М были трехосный KB-112 и двухосный КB-117. Эти модели отличались от других европейских автомобилей благодаря серийной кабине с гидравлическим наклоном. В 1968 году компания SAT приобрела своего главного отечественного конкурента Vanajan Autotehdas (VAT), получившего новые технические решения и нового главного дизайнера компании — Вейкко Муронена.
Однако разработка новой концепции началась ещё до введения НДС. В 1968 году был построен прототип артиллерийского тягача КB-46 для военных целей. Он был оснащен новой кабиной прямоугольной формы и использовался также на первоначальном прототипе МС-162БПТ. Тяжелый самосвал класса Jyry был предназначен, в частности, для перевозок на дальние расстояния.